# Pseudoptygonotus
Pseudoptygonotus is een geslacht van rechtvleugeligen uit de familie veldsprinkhanen (Acrididae). De wetenschappelijke naam van dit geslacht is voor het eerst geldig gepubliceerd in 1977 door Zheng.

## Soorten
Het geslacht Pseudoptygonotus omvat de volgende soorten:
- Pseudoptygonotus adentatus Zheng & Yao, 2006
- Pseudoptygonotus gunshanensis Zheng & Liang, 1986
- Pseudoptygonotus jinshanensis Zheng, Shi & Chen, 1994
- Pseudoptygonotus kunmingensis Zheng, 1977
- Pseudoptygonotus liangshanensis Zheng & Zhang, 1995
- Pseudoptygonotus prominemarginis Zheng & Mao, 1996
- Pseudoptygonotus xianglingensis Zheng & Zhang, 1995